# Kapela Svetog Križa i Srca Isusova u Zagrebu
Kapela Svetog Križa i Srca Isusova katolička je kapela koja se nalazi u zagrebačkoj četvrti Sesvete u naselju Glavničica. Izgrađena je 1967. godine.

## Galerija
- Pogled na kapelu